# Ihnat Halawazjuk
Ihnat Iwanawitsch Halawazjuk (belarussisch Ігнат Іванавіч Галавацюк; * 5. Mai 1997 in Babrujsk) ist ein belarussischer Eisschnellläufer.

## Werdegang
Halawazjuk startete international erstmals bei den Juniorenweltmeisterschaften 2014 in Bjugn und belegte dort den zehnten Platz in der Teamverfolgung und den neunten Rang im 2 × 500-m-Lauf. In der Saison 2015/16 holte er bei den Juniorenweltmeisterschaften 2016 in Changchun die Bronzemedaille im Teamsprint und die Goldmedaille über 500 m und startete in Stavanger erstmals im Eisschnelllauf-Weltcup und errang dabei jeweils in der B-Gruppe die Plätze 21 und 19 über 1000 m und 24 und 21 über 500 m. Im folgenden Jahr lief er bei der Mehrkampfeuropameisterschaft in Heerenveen auf den 14. Platz im Sprint-Mehrkampf und bei der Winter-Universiade in Almaty auf den 14. Platz im 2 × 500-m-Lauf und auf den 11. Rang über 1000 m. Bei den Olympischen Winterspielen 2018 in Pyeongchang belegte er den 28. Platz über 1000 m und den 22. Rang über 500 m. In der Saison 2018/19 kam er bei der Mehrkampfeuropameisterschaft 2019 auf den 11. Platz im Sprint-Mehrkampf, bei der Sprintweltmeisterschaft 2019 in Heerenveen auf den 14. Platz und bei den Einzelstreckenweltmeisterschaften 2019 in Inzell auf den 18. Platz über 1000 m und auf den sechsten Rang im Teamsprint. Nach Platz 12 über 500 m, Rang fünf über 1000 m und in der Teamverfolgung und Platz vier im Teamsprint bei den Europameisterschaften 2020 in Heerenveen in der Saison 2019/20, errang er bei der Sprintweltmeisterschaft 2020 in Hamar den 14. Platz und bei den Einzelstreckenweltmeisterschaften 2020 in Salt Lake City den 19. Platz über 500 m und den zehnten Platz über 1000 m. Im folgenden Jahr wurde er bei den Einzelstreckenweltmeisterschaften in Heerenveen jeweils Achter über 500 m und 1000 m und belegte mit sechs Top-Zehn-Platzierungen den neunten Platz im Gesamtweltcup über 1000 m und den achten Rang im Gesamtweltcup über 500 m.
Bei belarussischen Meisterschaften siegte Halawazjuk jeweils sechsmal im Sprint-Mehrkampf (2015–2018, 2020, 2021) und über 1000 m (2016–2021), fünfmal über 500 m (2016–2019, 2021) und viermal über 1500 m (2018–2021).

## Teilnahmen an Welt- und Europameisterschaften und Olympischen Winterspielen

### Olympische Spiele
- 2018 Pyeongchang: 22. Platz 500 m, 28. Platz 1000 m

### Einzelstrecken-Weltmeisterschaften
- 2019 Inzell: 6. Platz Teamsprint, 18. Platz 1000 m
- 2020 Salt Lake City: 10. Platz 1000 m, 19. Platz 500 m
- 2021 Heerenveen: 8. Platz 500 m, 8. Platz 1000 m

### Sprint-Weltmeisterschaften
- 2019 Heerenveen: 14. Platz Mehrkampf
- 2020 Hamar: 14. Platz Mehrkampf

### Europameisterschaften
- 2017 Heerenveen: 14. Platz Sprint-Mehrkampf
- 2019 Klobenstein: 11. Platz Sprint-Mehrkampf
- 2020 Heerenveen: 4. Platz Teamsprint, 5. Platz Teamverfolgung, 5. Platz 1000 m, 12. Platz 500 m

## Persönliche Bestzeiten
- 500 m: 34,69 s (aufgestellt am 14. Februar 2020 in Salt Lake City)
- 1000 m: 1:07,32 min (aufgestellt am 15. Februar 2020 in Salt Lake City)
- 1500 m: 1:47,68 min (aufgestellt am 27. August 2017 in Calgary)
- 3000 m: 3:54,60 min (aufgestellt am 5. Oktober 2019 in Inzell)
- 5000 m: 7:08,82 min (aufgestellt am 22. November 2014 in Minsk)